# Indolacetaldoksimska dehidrataza
Indolacetaldoksimska dehidrataza (EC 4.99.1.6, indolacetaldoksimska hidrolijaza, 3-indolacetaldoksimska hidrolijaza, indol-3-acetaldoksimska hidrolijaza, indol-3-acetaldehid-oksimska hidrolijaza, (indol-3-il)acetaldehid-oksimska hidrolijaza) je enzim sa sistematskim imenom (indol-3-il)acetaldehid-oksim hidrolijaza (formira (indol-3-il)acetonitril). Ovaj enzim katalizuje sledeću hemijsku reakciju
(indol-3-il)acetaldehid oksim {\displaystyle \rightleftharpoons } (indol-3-il)acetonitril + H2O

## Literatura
- Nicholas C. Price; Lewis Stevens (1999). Fundamentals of Enzymology: The Cell and Molecular Biology of Catalytic Proteins (Third изд.). USA: Oxford University Press. ISBN 019850229X.
- Eric J. Toone (2006). Advances in Enzymology and Related Areas of Molecular Biology, Protein Evolution (Volume 75 изд.). Wiley-Interscience. ISBN 0471205036.
- Branden C; Tooze J. Introduction to Protein Structure. New York, NY: Garland Publishing. ISBN 0-8153-2305-0.
- Irwin H. Segel. Enzyme Kinetics: Behavior and Analysis of Rapid Equilibrium and Steady-State Enzyme Systems (Book 44 изд.). Wiley Classics Library. ISBN 0471303097.

## Spoljašnje veze
- Indoleacetaldoxime+dehydratase на 